# Distrito de Bastia
El distrito de Bastia es un distrito (en francés arrondissement) de Francia, que se localiza en el departamento de Alta Córcega (en francés Haute-Corse), de la región de Córcega. Cuenta con 16 cantones y 94 comunas.

## División territorial

### Cantones
Los cantones del distrito de Bastia son:
1. Cantón de Alto-di-Casaconi
2. Cantón de Bastia-1 ''Centro''
3. Cantón de Bastia-2 ''Fangu''
4. Cantón de Bastia-3 ''Turette''
5. Cantón de Bastia-4 ''Cimbalo''
6. Cantón de Bastia-5 ''Lupino''
7. Cantón de Bastia-6 ''Montesoro-Furiani''
8. Cantón de Borgo
9. Cantón de Campoloro-di-Moriani
10. Cantón de Capobianco
11. Cantón de La Concha de Oro
12. Cantón de Fiumalto-d'Ampugnani
13. Cantón del Alto Nebbio
14. Cantón de Sagro-di-Santa-Giulia
15. Cantón de San-Martino-di-Lota
16. Cantón de Vescovato

### Comunas
| 1. Barbaggio (2B029)               | 2. Barrettali (2B030)           | 3. Bastia (2B033)                     | 4. Bigorno (2B036)                 |
| 5. Biguglia (2B037)                | 6. Borgo (2B042)                | 7. Brando (2B043)                     | 8. Cagnano (2B046)                 |
| 9. Campile (2B054)                 | 10. Campitello (2B055)          | 11. Canari (2B058)                    | 12. Canavaggia (2B059)             |
| 13. Casabianca (2B069)             | 14. Casalta (2B072)             | 15. Castellare-di-Casinca (2B077)     | 16. Centuri (2B086)                |
| 17. Cervione (2B087)               | 18. Croce (2B101)               | 19. Crocicchia (2B102)                | 20. Ersa (2B107)                   |
| 21. Farinole (2B109)               | 22. Ficaja (2B113)              | 23. Furiani (2B120)                   | 24. Giocatojo (2B125)              |
| 25. Lama (2B136)                   | 26. Lento (2B140)               | 27. Loreto-di-Casinca (2B145)         | 28. Lucciana (2B148)               |
| 29. Luri (2B152)                   | 30. Meria (2B159)               | 31. Monte (2B166)                     | 32. Morsiglia (2B170)              |
| 33. Murato (2B172)                 | 34. Nonza (2B178)               | 35. Ogliastro (2B183)                 | 36. Olcani (2B184)                 |
| 37. Oletta (2B185)                 | 38. Olmeta-di-Capocorso (2B187) | 39. Olmeta-di-Tuda (2B188)            | 40. Olmo (2B192)                   |
| 41. Ortiporio (2B195)              | 42. Patrimonio (2B205)          | 43. Penta-Acquatella (2B206)          | 44. Penta-di-Casinca (2B207)       |
| 45. Pero-Casevecchie (2B210)       | 46. Piano (2B214)               | 47. Pietracorbara (2B224)             | 48. Pietralba (2B223)              |
| 49. Pino (2B233)                   | 50. Piève (2B230)               | 51. Poggio-Marinaccio (2B241)         | 52. Poggio-Mezzana (2B242)         |
| 53. Poggio-d'Oletta (2B239)        | 54. Polveroso (2B243)           | 55. Porri (2B245)                     | 56. La Porta (2B246)               |
| 57. Prunelli-di-Casacconi (2B250)  | 58. Pruno (2B252)               | 59. Quercitello (2B255)               | 60. Rapale (2B257)                 |
| 61. Rogliano (2B261)               | 62. Rutali (2B265)              | 63. Saint-Florent (2B298)             | 64. San-Damiano (2B297)            |
| 65. San-Gavino-d'Ampugnani (2B299) | 66. San-Gavino-di-Tenda (2B301) | 67. San-Giovanni-di-Moriani (2B302)   | 68. San-Giuliano (2B303)           |
| 69. San-Martino-di-Lota (2B305)    | 70. San-Nicolao (2B313)         | 71. Sant'Andréa-di-Cotone (2B293)     | 72. Santa-Lucia-di-Moriani (2B307) |
| 73. Santa-Maria-Poggio (2B311)     | 74. Santa-Maria-di-Lota (2B309) | 75. Santa-Reparata-di-Moriani (2B317) | 76. Santo-Pietro-di-Tenda (2B314)  |
| 77. Scata (2B273)                  | 78. Scolca (2B274)              | 79. Silvareccio (2B280)               | 80. Sisco (2B281)                  |
| 81. Sorbo-Ocagnano (2B286)         | 82. Sorio (2B287)               | 83. Taglio-Isolaccio (2B318)          | 84. Talasani (2B319)               |
| 85. Tomino (2B327)                 | 86. Urtaca (2B332)              | 87. Valle-di-Campoloro (2B335)        | 88. Vallecalle (2B333)             |
| 89. Velone-Orneto (2B340)          | 90. Venzolasca (2B343)          | 91. Vescovato (2B346)                 | 92. Vignale (2B350)                |
| 93. Ville-di-Pietrabugno (2B353)   | 94. Volpajola (2B355)           |                                       |                                    |